# Misiwani Nairube
Misiwani Nairube (22 febbraio 1996) è un calciatore figiano, portiere del Ba.

## Carriera

### Club
Con il Ba, formazione della massima serie figiana, ha giocato in totale 9 partite (con 10 reti subite) in OFC Champions League.

### Nazionale
Ha giocato 3 partite al Mondiale Under-20 del 2015.
Nel 2018 ha giocato 2 partite nella nazionale maggiore figiana.

## Palmarès

### Club

#### Competizioni nazionali
- Campionato figiano: 2

Ba: 2016, 2019
- Campionato interdistrettuale figiano: 1

Ba: 2015
- Champions vs. Champions figiana: 2

Ba: 2014, 2019

### Individuale
- Miglior portiere dell'OFC Under-20 Championship: 1

Figi 2014